# Variimorda kuyrasha
Variimorda kuyrasha is een keversoort uit de familie spartelkevers (Mordellidae). De wetenschappelijke naam van de soort is voor het eerst geldig gepubliceerd in 1962 door Nomura.